# Flash Airlines
Flash Airlines war eine Charterfluggesellschaft in Ägypten mit Sitz in Kairo.

## Geschichte
Im Jahr 1995 wurde die Fluggesellschaft als Heliopolis Airlines gegründet und konnte ein Jahr später den Flugbetrieb aufnehmen. 2000 wurde die Gesellschaft von der Flash Group übernommen und firmierte seit dieser Zeit als Flash Airlines. Mit zwei Flugzeugen vom Typ Boeing 737-300 hat sich die Fluggesellschaft auf innerägyptische sowie internationale Charterflügen spezialisiert.
Bedingt durch zahlreiche grobe Mängel (siehe Zwischenfälle) wurden bereits 2002 in verschiedenen europäischen Staaten Flugverbote gegen Flash Airlines ausgesprochen, darunter Verbote seit Oktober 2002 für den schweizerischen Luftraum sowie etwas später auch für den polnischen. In Norwegen verweigerte die Flugsicherung die weitere Zusammenarbeit mit der Airline. Das ägyptische Luftfahrtministerium und der Luftfahrtminister Ahmad Schafiq wiesen die Vorwürfe der schweizerischen Behörden als haltlos zurück. Der Chefpilot der Fluggesellschaft, Hassan Munir, verwies indes auf finanzielle Probleme der Airline als Grund für das in der Schweiz erteilte Flugverbot.
Am 3. Januar 2004 stürzte eine Boeing 737 auf dem Flash-Airlines-Flug 604 nach dem Start vom Flughafen Scharm El-Scheich ins Rote Meer.
Ab 2004 wurde das weitere Geschehen durch die Folgen des Absturzes von SU-ZCF bestimmt. Nachdem sich im Zuge der Ermittlungen von Flash-Airlines-Flug 604 herausstellte, dass wesentliche Dokumente über die Wartung an der Maschine nicht vorgewiesen werden konnten, wurde Flash Airlines fortan auch vom französischen Luftraum verbannt. Obwohl international vorgeschrieben (gemäß JAR-OPS), wurden die Besatzungsmitglieder bei Flash Airlines nicht durch CRM-Training geschult, welches ein effizientes Zusammenarbeiten aller Crewmitglieder, vor allem in außergewöhnlichen Situationen, sicherstellen soll.
Bedingt durch zahlreich ausgesprochene Flugverbote für die Airline und die massive Kritik in den Medien stellte Flash Airlines zwei Monate nach dem Absturz den Flugbetrieb ein.

## Flotte
Flash Airlines verfügte im Jahr 1998 über einen Airbus A310-222 mit dem Luftfahrzeugkennzeichen SU-ZCC sowie mindestens eine McDonnell Douglas DC-9-83/MD-83 (Reg. SU-ZCA), die nach mehreren Besitzerwechseln am 24. Juli 2014 mit dem spanischen Kennzeichen EC-LTV (Swiftair) auf dem Air-Algérie-Flug 5017 auf dem Flug von Ouagadougou nach Algier bei Gao, Mali, abstürzte.
Ende des Jahres 2003 bestand die Flotte der Fluggesellschaft aus zwei Flugzeugen vom Typ Boeing 737-300:
- Boeing 737-3Q8 (SU-ZCD) - Dieses Flugzeug wurde 1992 an TACA ausgeliefert und war seit Juli 2001 für Flash Airlines im Einsatz. Seit dem 23. November 2004 ist die Maschine unter dem Kennzeichen VP-CAY im Dienst von Cayman Airways.[1]
- Boeing 737-3Q8 (SU-ZCF) - Ebenfalls an TACA wurde diese Maschine 1993 ausgeliefert und kam im November 2001 aus dem Bestand der Color Air zur Flotte der Flash Airlines. Zunächst war das Flugzeug als SU-ZCE sowie SU-MBA registriert und wurde zwischenzeitlich auch von Air Memphis eingesetzt.

Der Versuch, eine 737-800 von XL Airways anzumieten, wurde verworfen.

## Zwischenfälle
Unangekündigte Überprüfungen durch das schweizerische Bundesamt für Zivilluftfahrt ergaben im Jahr 2002 an der Boeing 737-3Q8 (Luftfahrzeugkennzeichen SU-ZCF), dass die Sauerstoffmasken für die Cockpitbesatzung (Quick donning masks) fehlten, wodurch es den Piloten im Falle eines Druckabfalls an Bord nicht möglich gewesen wäre, sich mit lebensnotwendigem Sauerstoff zu versorgen. Außerdem waren die Vorräte an Sauerstoff nicht ausreichend und es gab mehrere Instrumente im Cockpit, die nicht ordnungsgemäß funktionierten. Das Flugzeug erhielt ein Startverbot, bis die Fluggesellschaft nach acht Stunden die Mängel beseitigen konnte. Wenige Tage später wurde ein Flugverbot für Flash Airlines für den schweizerischen Luftraum ausgesprochen.
- Am 3. Januar 2004 stürzte eine Boeing 737-3Q8 der Flash Airlines (SU-ZCF) auf dem Flug nach Paris-Charles de Gaulle kurz nach dem Start vom Flughafen Scharm El-Scheich ins Rote Meer. Bei dem Unfall kamen alle 135 Passagiere und alle 13 an Bord befindliche Besatzungsmitglieder ums Leben (siehe auch Flash-Airlines-Flug 604).